# Беди Ибрахим
Беди Ибрахим (на македонска литературна норма: Беди Ибрахим; на турски: Bedi Ibrahim) е художник, скулптор, професор и сценограф от Северна Македония с турски произход.

## Биография
Роден е в 1959 година в Скопие, тогава в Югославия. Завършва Факултета за художествени изкуства в Скопския университет, специалност Скулптура в 1985 година и е от първото поколение, дипломирани от факултета. Магистратура завършва в 1999 година.
От 2002 година работи като професор във Факултета за художествени изкуства в Скопие. Ибрахим реализира около 20 изложби в Република Македония и чужбина. Носител е на национални и международни награди.